# Braquage à l'américaine (film, 2014)
Pour les articles homonymes, voir Braquage à l'américaine.
Pour plus de détails, voir Fiche technique et Distribution.
Braquage à l'américaine ou Braquage américain au Québec (American Heist) est un film d'action canado-luxembourgeois réalisé par Sarik Andreassian et sorti en 2014.
Bien qu'originellement tourné pour le cinéma, il est diffusé en France comme téléfilm sous un titre français puis commercialisé sous son titre international.

## Synopsis
À La Nouvelle-Orléans, James « Jimmy » Kelly (Hayden Christensen), garagiste, décide de prendre sa vie en main avec son ex-amoureuse Emily (Jordana Brewster) et de laisser derrière lui son passé. Au même moment, son frère Frankie (Adrien Brody), est libéré de prison après avoir purgé une peine de dix ans. Aussitôt sorti, Frankie reprend ses activités criminelles pour payer une dette, au grand désespoir de son frère. James est embrigadé contre son gré dans ce qui est censé être un petit coup avec une bande de braqueurs avec Ray (Tory Kittles) à sa tête. Ce dernier braquage leur permettrait de se faire un bon paquet d'argent et de tirer un trait définitif sur leurs vies criminelles. Mais ce qui devait être un petit coup facile va se transformer en un braquage le plus explosif et le plus sanglant que La Nouvelle-Orléans ait connu.

## Fiche technique
Sauf indication contraire, les informations mentionnées dans cette section peuvent être confirmées par la base de données cinématographiques IMDb,  présente dans la section « Liens externes ».
- Titre original : American Heist
- Titre français : Braquage à l'américaine[1]
- Titre québécois : Braquage américain
- Sociétés de production : Glacier Films et Saban Films
- Réalisation : Sarik Andreassian
- Scénario : Raul Inglis
- Musique : Akon
- Direction artistique : Spencer Davison
- Montage : Kiran Pallegadda
- Production : Gevond Andreasya, Sarik Andreassian, Tove Christensen, Georgiy Malkov, Vladimir Polyakov
  - Production exécutive : Whitney Brown
- Pays :  Canada,  Luxembourg
- Genre : action, casse
- Durée : 94 minutes
- Dates de sorties :
  - Canada : 11 septembre 2014 (Festival du film de Toronto)
  - France : 15 juillet 2015 (DVD)

## Distribution
- Hayden Christensen (VF : Antoine Schoumsky) : James « Jimmy » Caley
- Adrien Brody (VF : Jean-Marco Montalto) : Frankie[2]
- Jordana Brewster (VF : Marie Chevalot) : Emily[2]
- Akon (VF : Fabien Briche) : Sugar[3]
- Tory Kittles (VF : Emmanuel Gradi) : Ray
- Luis Da Silva Jr. (VF : Gérard Malabat) : Spoonie
- Rachel Bilson : ?

Source VF sur RS Doublage